# Saint-Benin-d’Azy
Saint-Benin-d’Azy ist eine französische Gemeinde mit 1.257 Einwohnern (Stand 1. Januar 2022) im  Département Nièvre in der Region Bourgogne-Franche-Comté. Sie gehört zum Arrondissement Nevers und zum Kanton Guérigny.

## Geographie
Die Gemeinde befindet sich in der Landschaft Amognes, in den westlichen Ausläufern des Morvan-Gebirges, etwa 20 Kilometer östlich von Nevers. Der Ort selbst liegt am linken Ufer des Flusses Ixeure. 
Nachbargemeinden von Saint-Benin-d’Azy sind Saint-Firmin im Norden, Billy-Chevannes im Osten, Cizely, Anlezy, Ville-Langy und Beaumont-Sardolles im Südosten, Limon im Süden La Fermeté im Südwesten sowie Saint-Jean-aux-Amognes im Westen.

## Geschichte
Der frühere Name dieser ursprünglich gallo-römischen Siedlung war Azy-sur-Ixeure, dann Azy-aux-Amognes, wobei der Namensteil Azy von römischen General Azyus abgeleitet wird, der ein römisches Lager in diesem Gebiet kommandiert haben soll. Nach der Gründung einer eigenen Pfarrgemeinde wurde der Name des heiligen Benignus in den Ortsnamen aufgenommen, der sich um die Missionierung des Burgunds verdient gemacht hat.
Im 13. Jahrhundert errichteten die Herren von Asnois erste Befestigungen im Ort und sicherte damit ihre Lehensgüter. 
Ludwig XV. erhob die Herrschaft schließlich zum Marquisat.

### Bevölkerungsentwicklung
| Jahr                       | 1968 | 1975 | 1982 | 1990 | 1999 | 2006 | 2009 | 2020 |
| Einwohner                  | 1126 | 1143 | 1163 | 1243 | 1207 | 1250 | 1275 | 1262 |
| Quellen: Cassini und INSEE |      |      |      |      |      |      |      |      |

## Wirtschaft
Im 18. und 19. Jahrhundert wurde in der Gegend eine intensive Eisenerzeugung betrieben. In vielen kleinen Hammerwerken wurde das in der Umgebung abgebaute Eisenerz verhüttet und geschmiedet. Mit der aufkommenden Industrialisierung war die Produktion nicht mehr wirtschaftlich und wurde eingestellt.
Die Bevölkerung lebt heute überwiegend von der Landwirtschaft, wobei die Zucht der Charolais-Rinder besonders hervorzuheben ist. Hier wurde aber auch immer schon Weinbau betrieben, heute betrifft dies aber nur noch Landwein geringerer Qualität, der im Nebenerwerb bzw. für den Eigenkonsum produziert wird.

## Sehenswürdigkeiten
- Schloss Château d’Azy aus dem 19. Jahrhundert (Monument historique)[1]
- Schloss Château Vieil Azy aus dem 18. Jahrhundert (Reste aus dem 14. Jahrhundert)
- Kirche Saint-Benin
- Herrenhaus Manoir de Valotte aus dem 15. bis 16. Jahrhundert

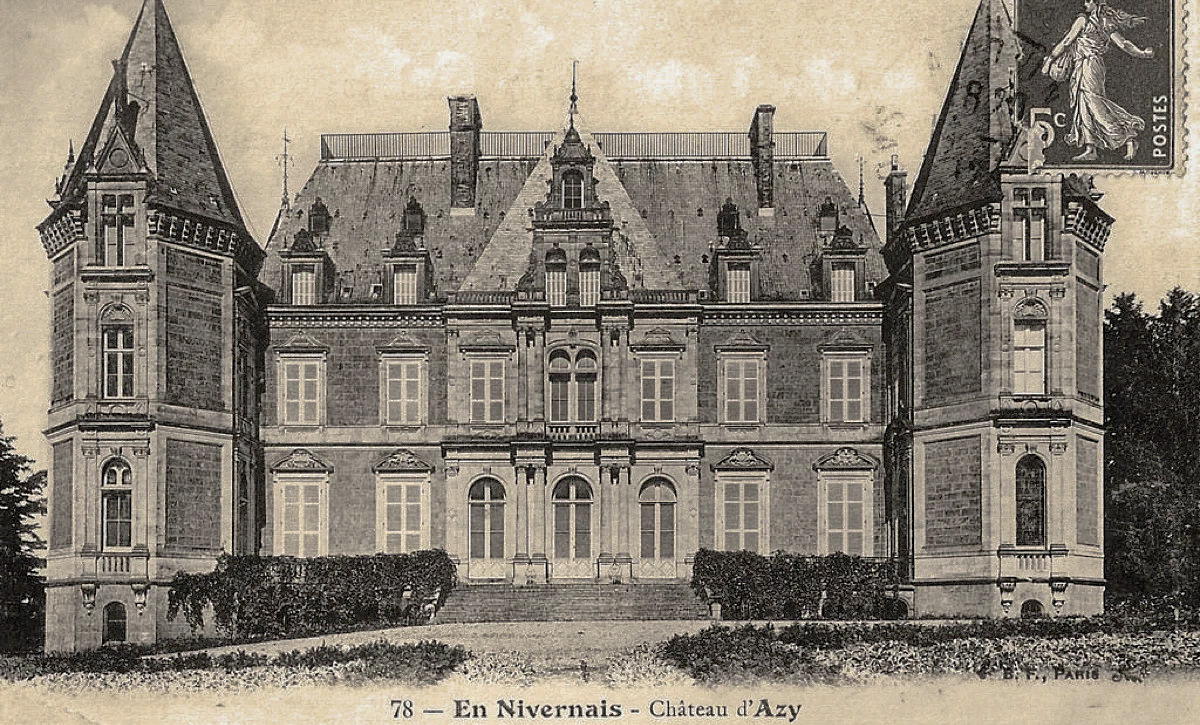
Schloss Azy
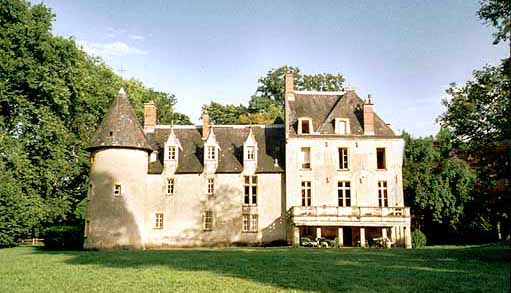
Schloss Vieil Azy
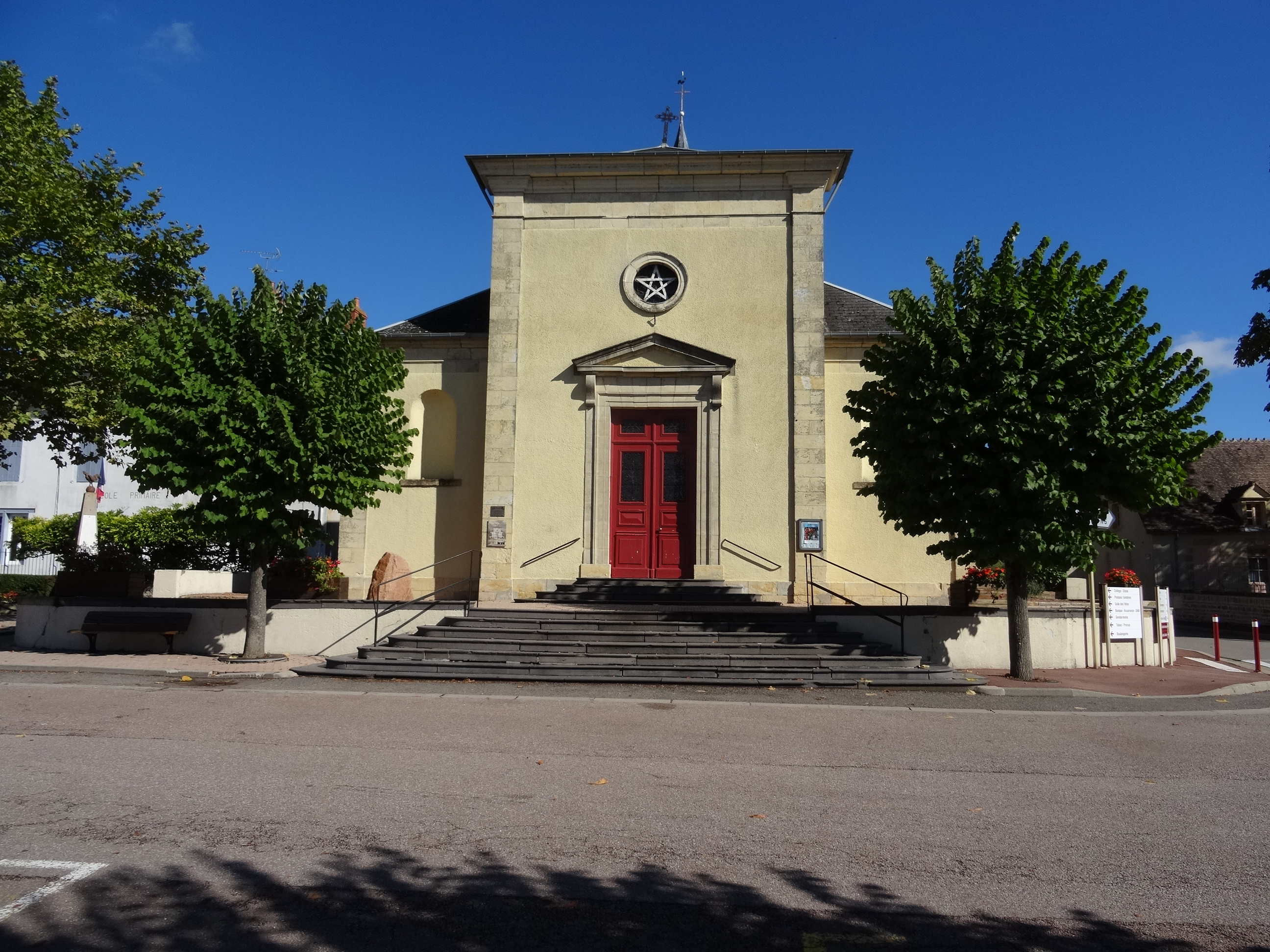
Kirche Saint-Benin

## Persönlichkeiten
- Rosa Bonheur (1822–1899), französische Tiermalerin, die in ihrer Anfangszeit hier Tierstudien betrieben hat. Nach ihr ist ein Park im Ort benannt.
- Jean Fourastié (1907–1990), französischer Ökonom, der im Ort geboren wurde.

## Belege
1. ↑  Eintrag zum Monument historique (französisch)